# Podlesí (Neustupov)
Podlesí (Duits: Podles of Podles bei Neustupau) is een Tsjechische plaats in de gemeente Neustupov, regio Midden-Bohemen, en maakt deel uit van het district Benešov. Het dorp ligt op 3 kilometer afstand van Neustupov.
Podlesí telt 44 inwoners (2021).

## Geschiedenis
De eerste schriftelijke vermelding van het dorp dateert van 1406.
In 1960 werd Podlesí ondergebracht bij het district Benešov.

## Verkeer en vervoer

### Autowegen
Er leidt een regionale weg naar het dorp.

### Spoorlijnen
Er is geen station in Podlesí. Het dichtstbijzijnde station is in Votice, op zo'n negen kilometer afstand. Dat station ligt aan spoorlijn 220 van Praag naar Tábor.

### Buslijnen
Er is geen bushalte in het dorp. De dichtstbijzijnde bushaltes zijn in Neustupov en Oldřichovec, beide op twee kilometer afstand.

## Bezienswaardigheden
- Dorpskapel

## Galerij

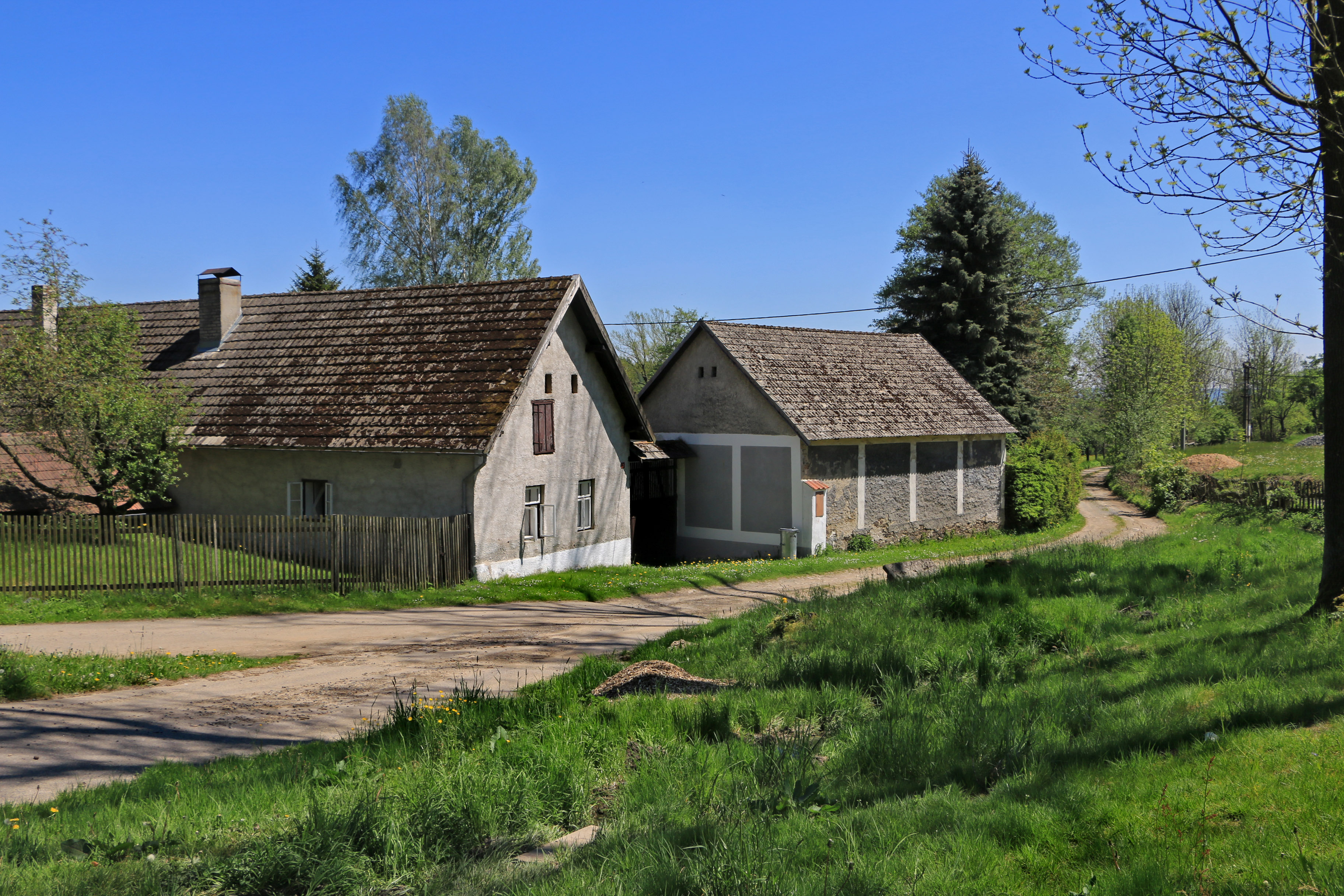
Huis in het dorp (2017)
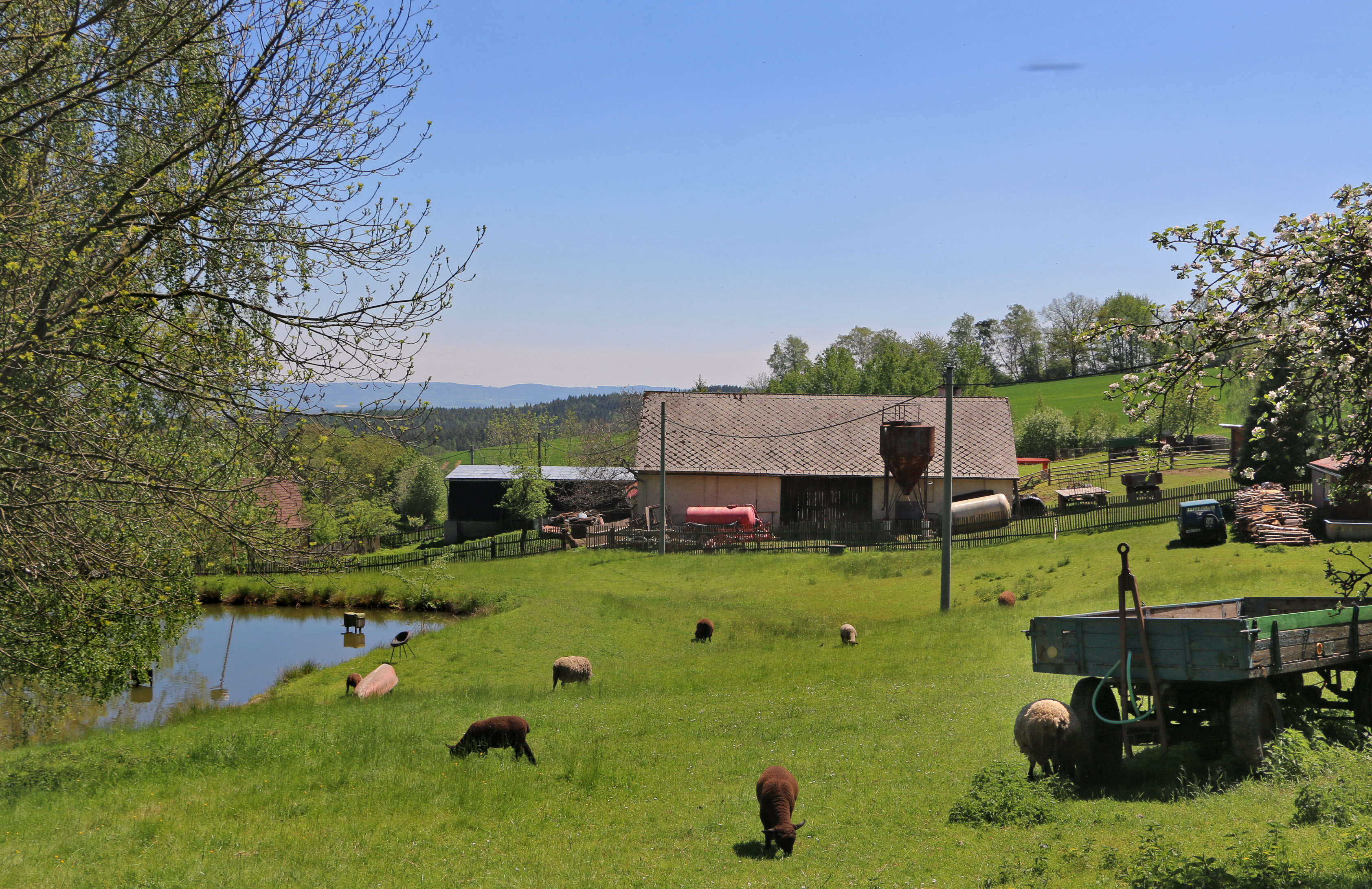
Begrazing in het dorp (2017)
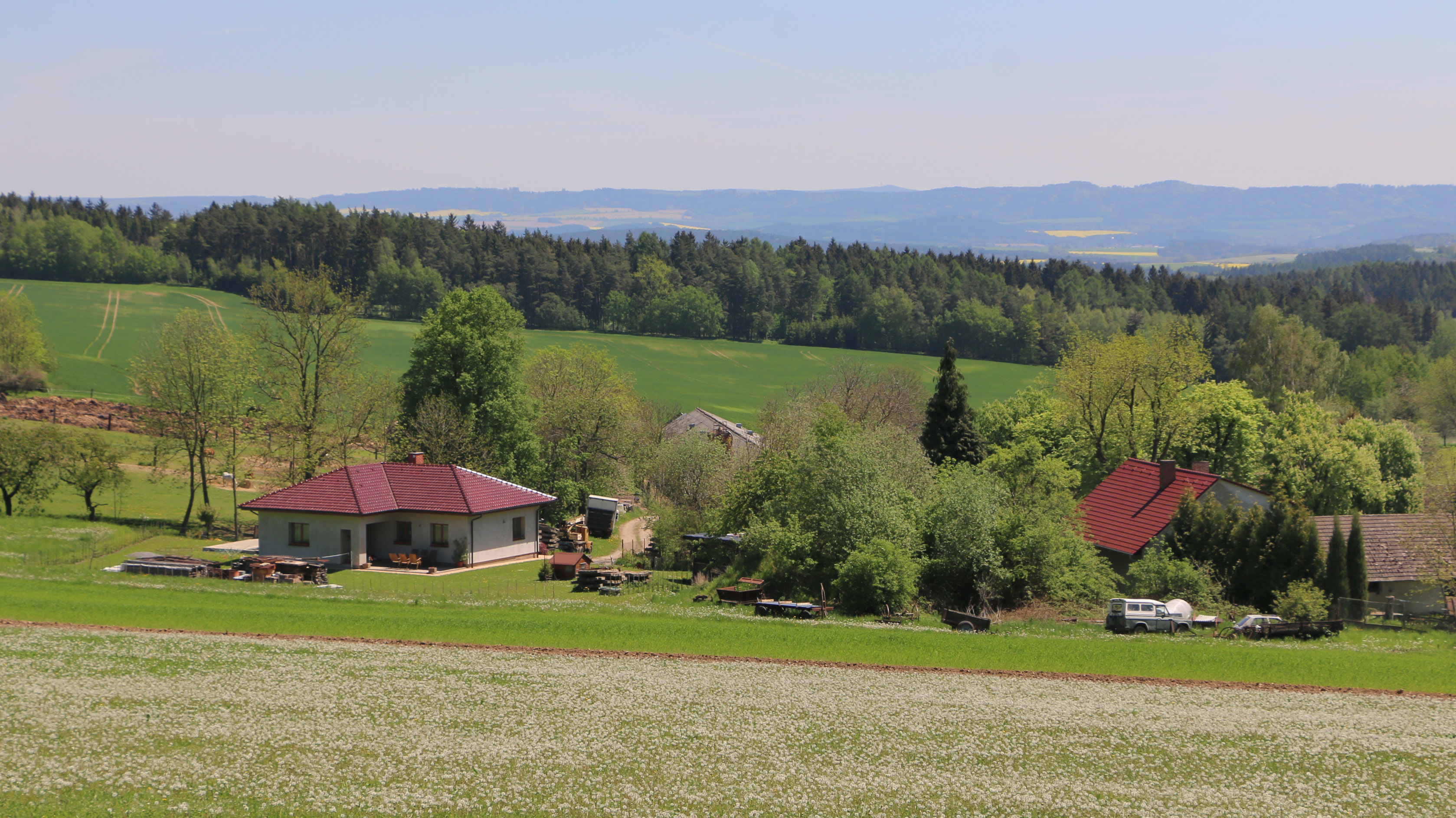
Huizen aan de oostkant (2017)
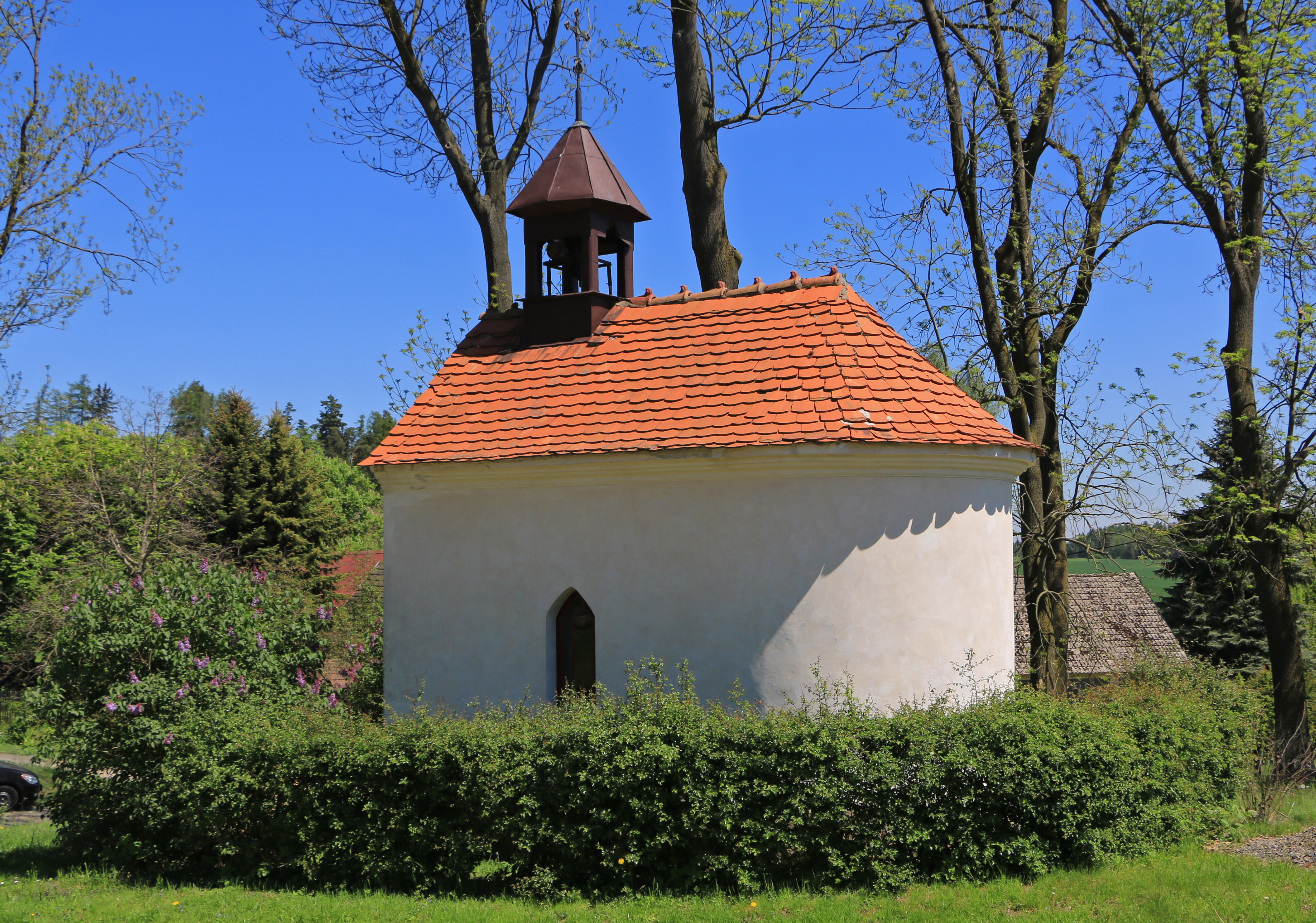
Dorpskapel (2017)